# 1988年夏季残疾人奥林匹克运动会科威特代表团
1988年夏季残疾人奥林匹克运动会科威特代表团是科威特派出的1988年夏季残疾人奥林匹克运动会代表团。获得5枚金牌、5枚银牌和7枚铜牌。